# Marie Coppius
Marie Bertha Coppius (* 14. Juli 1871 in Charkow; † 2. November 1949 in Heidelberg) war eine deutsche Kindergärtnerin und Fröbelpädagogin jüdischer Abstammung.

## Leben und Wirken
Marie Bertha war das jüngste von drei Kindern. Ihre Vorfahren, deutschstämmige Juden, sind zum protestantischen Glauben konvertiert. Der Vater war ein weltweitgefragter Hochbauingenieur. Marie Bertha erhielt die damals übliche Ausbildung für Mädchen ihres Standes: Privatunterricht, Besuch einer Höheren Töchterschule und eines vornehmen Mädchenpensionats. Anschließend führte sie das Leben einer Haustochter und unternahm mit der Mutter viele Auslandsreisen u. a. nach England, Italien, Frankreich, Russland, in die Schweiz und immer wieder nach Deutschland, um die Verwandtschaft zu besuchen. Durch den Tod des Vaters, der beim Brückenbau in Schweden verunglückte, geriet die Familie in finanzielle Not. Marie Coppius war nun gezwungen selbst für ihren Lebensunterhalt zu sorgen. So arbeitete sie u. a. als Helferin in einer Kleinkinderschule in Posen.
Im Zuge der russischen Revolution mussten 1905 Maria Coppius, ihre Mutter und die zwei Geschwister, wegen ihrer deutschen Abstammung die Heimat verlassen. In Kassel fanden sie Unterkunft bei der Fröbelpädagogin Hanna Mecke, die ein Kindergärtnerinnenseminar leitete. Hanna Mecke unterrichtete Marie Coppius in Kindergarten- und Fröbelpädagogik und vermittelte ihrer Privatschülerin schließlich eine Anstellung als Volkskindergärtnerin in einem Heidelberger Kindergarten.
Ihre praktischen Erfahrungen, in enger Verknüpfung mit der Pädagogik Friedrich Fröbels, hat Marie Coppius in vielen Publikationen niedergelegt. Viele Jahre publizierte sie in der Fachzeitschrift Kindergarten. Besonders erfolgreich war ihr 1912 veröffentlichtes Werk Pflanzen und Jäten in Kinderherzen, das seinerzeit zu den Standardwerken der Kindergartenpädagogik zählte. Bereits vier Jahre später erschien die zweite Auflage und es folgte noch eine Übersetzung in die französische Sprache. Die Publikation wurde mit folgenden Worten gelobt:
Eine erfahrene und berufene Erzieherin teilt in diesem Büchlein aus dem Schatz reichster Erfahrungen meist an der Hand lebendiger und liebevoller Schilderungen aus dem Seelenleben der Kleinen mit, was allen Müttern und Erzieherinnen, die es mit der großen ihnen anvertrauten Aufgabe ernst nehmen, zur Ergänzung und Vertiefung ihrer eigenen Erfahrungen hochwillkommen sein wird. An einer Fülle mit ebenso viel Liebe als zum Teil köstlichem Humor dargestellter Fälle wird gezeigt, wie man die bei allen Kindern zutage tretenden Schwierigkeiten und Unarten am erfolgreichsten abstellen kann und welche Mittel in Spiel und Beschäftigung gegeben sind, um die guten Eigenschaften des Kindes zu entwickeln.
Daneben war sie noch von 1908 bis 1910 Vorstandsmitglied des Fröbelvereins und gehörte seit 1921 dem Sonderausschuß für Säuglings- und Kleinkinderfürsorgean. Ferner gründete sie die Heidelberger Organisation der Berufsorganisation der Kindergärtnerinnen, Hortnerinnen und Jugendleiterinnen. Darüber hinaus war Marie Coppius Ehrenmitglied des Amerikanischen Kindergärtnerinnenvereins.
Bis zu ihrer Pensionierung (1933) war Tante Marie, wie sie von den Kindern und Eltern genannt wurde, im Heidelberger Weststadt-Kindergarten tätig:
Als Grund für ihre Pensionierung gab ihre Nachfolgerin... gesundheitliche Erwägungen an, was auch - zieht man ihre Berufstätigkeit über insgesamt 46 Jahre in Betracht - durchaus glaubhaft erscheinen kann. Daß ihre Erziehungsgrundsätze sicherlich kaum mit dem nationalsozialistischen Gedankengut zu vereinbaren waren, kann als weitere Ursache für ihren Dienstaustritt angesehen werden.
In der Zeit des Nationalsozialismus zog sich Marie Coppius aus der Öffentlichkeit zurück. Wegen ihrer jüdischen Versippung wurde ihr von den NS-Machthabern jeder Einsatz für den Kindergarten und die Fröbelpädagogik strengstens untersagt. Bei Nichtbefolgung drohte man ihr mit schwerwiegenden Folgen.
In Heidelberg-Rohrbach trägt ein Sonderkindergarten ihren Namen.

## Werke (Auswahl)

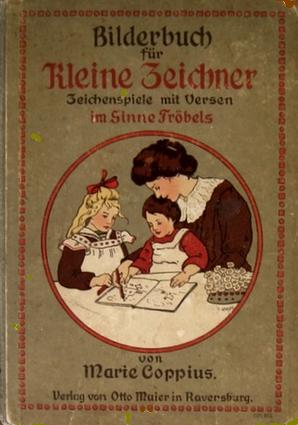
Zeichenspiele mit Versen im Sinne Fröbels (1913)

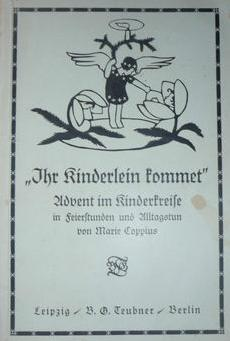
„Ihr Kinderlein kommet“, Leipzig/Berlin 1931

- Bilder aus dem Kindergarten: Zwei und zwei, in: Kindergarten 1911, S. 19–21
- Mütterabende, in: Kindergarten 1911, S. 223–225
- Winkellegen, eine neue Beschäftigung in: Kindergarten 1912, S. 228
- Pflanzen und Jäten in Kinderherzen. Erlebtes und Erlerntes für Mütter und Erzieherinnen, Leipzig/Berlin 1912
- Das Strahlenspiel, in: Kindergarten 1913, S. 251–252
- Das Modellieren, Ravensburg 1913
- Bilderbuch für kleine Zeichner. Zeichenspiele mit Versen im Sinne Fröbels, Ravensburg, Ravensburg 1913
- Über die Montessori-Methode, in: Kindergarten 1914, S. 100–106
- Gemischte Baugaben, in: Kindergarten 1914, S. 119–123
- Das Freihandflechten mit Papier und Kartonstreifen, Ravensburg 1914
- Spanflechten. Kinderbeschäftigungen nach Fröbel, Ravensburg 1915
- Rhythmische Übungen, in: Kindergarten 1916, S. 321–324
- Weihnachtsspiele im Kindergarten, Leipzig/Berlin 1922
- Was ein Häkchen werden will. Aus meinem Skizzenbuch für Mütter und junge Erzieherinnen erzählt, Leipzig/Berlin 1930
- „Ihr Kinderlein kommet“. Advent im Kinderkreise, in Freizeit und Alltagstun, Leipzig/Berlin 1931